# 科索沃外交
科索沃的外交事務由科索沃外交部負責。目前的科索沃外交部長為多尼卡·格尔瓦拉-施瓦茨。
2008年2月17日，科索沃議會宣佈獨立，脫離塞爾維亞。包括外交在内的一系列事务轉由科索沃政府承擔責任。2017年2月科索沃共和國的國際承認曾一度達到頂峰，獲得115個政治實體（包括111個聯合國會員國）的承認，並與92國建交。但在塞爾維亞的外交壓力下，已經有所減少。
截至2020年9月，科索沃共和國已經獲得98個聯合國會員國（聯合國會員50.78%），以及中華民國、馬爾他騎士團、紐埃、庫克群島的外交承認，且與89個政治实体保持外交關係，並派出大使進駐33個大使館。科索沃也在多個國際性組織，如：国际货币基金组织、世界银行、国际奥委会等擁有會員資格。

## 外交概況

科索沃
目前正式承認科索沃獨立的國家
目前尚未正式承認但傾向承認科索沃獨立的國家
目前表達對科索沃單方面宣佈獨立關切，待進一步行動的國家
目前已經表示不會承認科索沃獨立的國家
目前對科索沃獨立保持中立的國家
目前未表態的國家

欧盟成员国地图及其对承认科索沃独立的立场
KOS共和国
承认科索沃的国家
不承认科索沃的国家

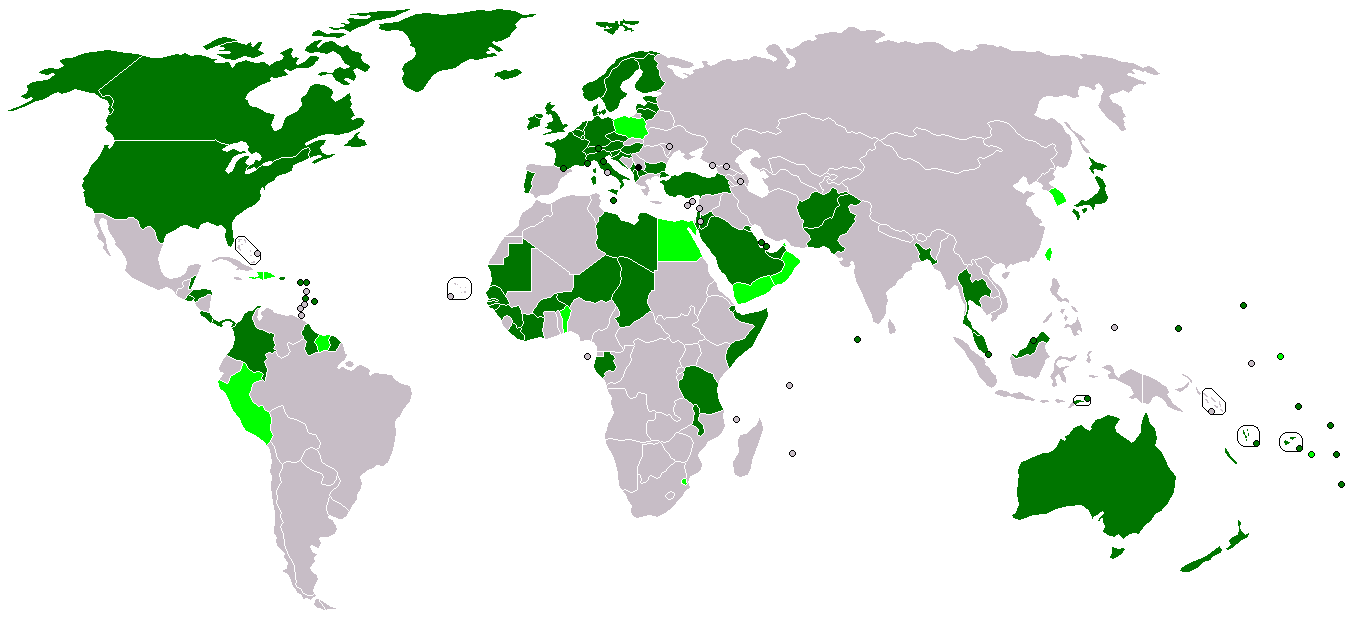
科索沃外交概览
承认科索沃共和国并建交的国家
承认科索沃共和国但未建交的国家

## 正式承认
雖然科索沃仍未能加入聯合國，但是現時已獲部分國家或地区的正式承認，其中一些国家已於該國設立大使館，目前已有101個联合国会员国对其予以承認，其中92个国家（包括89个联合国成员国和庫克群島、紐埃）与其正式建交（2024年4月）。以下是承認國家的列表：

### 美洲地區
| 國家           | 承認日期       | 注釋               |
| -------------- | -------------- | ------------------ |
| 安地卡及巴布達 | 2015年5月20日  | 2019年7月24日建交  |
|                | 2015年2月16日  | 2018年3月9日建交   |
|                | 2008年8月7日   | 2016年4月30日建交  |
| 加拿大         | 2008年3月18日  | 2009年4月7日建交   |
| 哥伦比亚       | 2008年8月6日   | 2019年3月3日建交   |
|                | 2008年2月18日  | 2013年9月23日建交  |
|                | 2009年7月10日  |                    |
| 薩爾瓦多       | 2013年6月29日  | 2014年10月18日建交 |
| 格瑞那達       | 2013年9月25日  | 2013年9月25日建交  |
|                | 2013年3月16日  | 2013年6月13日建交  |
| 海地           | 2012年2月10日  |                    |
|                | 2010年9月3日   | 2010年12月2日建交  |
| 巴拿马         | 2009年1月16日  | 2013年8月27日建交  |
| 秘魯           | 2008年2月22日  |                    |
| 圣基茨和尼维斯 | 2012年11月27日 | 2016年3月5日建交   |
| 圣卢西亚       | 2011年8月19日  | 2019年3月26日建交  |
| 苏里南         | 2016年7月8日   |                    |
| 美国           | 2008年2月18日  | 2008年2月18日建交  |

### 亞洲地區
| 國家         | 承認日期       | 注釋               |
| ------------ | -------------- | ------------------ |
| 阿富汗       | 2008年2月18日  | 2013年6月17日建交  |
| 巴林         | 2009年5月19日  | 2014年3月12日建交  |
|              | 2017年2月27日  | 2018年2月16日建交  |
|              | 2012年4月25日  | 2017年2月20日建交  |
| 以色列       | 2020年9月4日   | 2021年2月1日建交   |
| 日本         | 2008年3月18日  | 2009年2月25日建交  |
| 约旦         | 2009年7月8日   | 2013年6月5日建交   |
|              | 2008年3月28日  |                    |
| 科威特       | 2011年10月11日 | 2013年1月16日建交  |
| 马来西亚     | 2008年10月30日 | 2011年3月23日建交  |
| 馬爾地夫     | 2009年2月19日  | 2009年4月16日建交  |
| 阿曼         | 2011年2月4日   | 2011年2月4日建交   |
| 巴基斯坦     | 2012年12月24日 | 2013年1月27日建交  |
|              | 2011年1月4日   | 2011年1月7日建交   |
| 沙烏地阿拉伯 | 2009年4月20日  | 2009年8月7日建交   |
| 新加坡       | 2016年12月1日  | 2016年12月1日建交  |
| 泰國         | 2013年9月24日  | 2013年11月22日建交 |
| 东帝汶       | 2012年11月9日  | 2022年3月9日建交   |
| 阿联酋       | 2008年10月14日 | 2010年4月27日建交  |
| 葉門         | 2013年6月12日  |                    |
| 中華民國     | 2008年2月19日  |                    |

### 歐洲地區
| 國家         | 承認日期       | 注釋                            |
| ------------ | -------------- | ------------------------------- |
| 阿尔巴尼亚   | 2008年2月18日  | 2008年2月18日建交               |
| 安道尔       | 2011年6月8日   | 2011年9月14日建交               |
| 奥地利       | 2008年2月28日  | 2008年3月20日建交               |
| 比利时       | 2008年2月24日  | 2008年4月10日建交               |
| 保加利亚     | 2008年3月20日  | 2008年5月27日建交               |
|              | 2008年3月19日  | 2008年6月30日建交               |
| 捷克         | 2008年5月11日  | 2008年6月16日建交               |
| 丹麦         | 2008年2月21日  | 2008年3月6日建交                |
| 爱沙尼亚     | 2008年2月21日  | 2008年4月24日建交               |
| 芬兰         | 2008年3月7日   | 2009年2月2日建交                |
| 法國         | 2008年2月18日  | 2008年2月18日建交               |
| 德国         | 2008年2月20日  | 2008年2月27日建交               |
| 匈牙利       | 2008年3月19日  | 2008年6月27日建交               |
| 冰島         | 2008年3月5日   | 2012年5月15日建交               |
| 愛爾蘭       | 2008年2月29日  | 2008年11月11日建交              |
| 義大利       | 2008年2月21日  | 2008年5月15日建交               |
| 拉脫維亞     | 2008年2月20日  | 2008年6月10日建交               |
| 列支敦斯登   | 2008年3月25日  | 2012年6月28日建交               |
| 立陶宛       | 2008年5月6日   | 2008年9月1日建交                |
| 盧森堡       | 2008年2月21日  | 2011年6月16日建交               |
| 馬爾他       | 2008年8月21日  | 2011年9月22日建交               |
| 摩納哥       | 2008年3月19日  | 2008年3月19日建交               |
| 蒙特內哥羅   | 2008年10月9日  | 2010年1月15日建交               |
| 荷蘭         | 2008年3月4日   | 2008年6月27日建交               |
| 北馬其頓     | 2008年10月9日  | 2009年10月17日建交              |
| 挪威         | 2008年3月28日  | 2008年10月25日建交              |
| 波蘭         | 2008年2月26日  | 2022年11月8日建立领事级外交关系 |
| 葡萄牙       | 2008年10月7日  | 2011年11月14日建交              |
| 圣马力诺     | 2008年5月11日  | 2012年5月3日建交                |
| 斯洛維尼亞   | 2008年3月5日   | 2008年5月15日建交               |
| 瑞典         | 2008年3月4日   | 2008年3月28日建交               |
| 瑞士         | 2008年2月27日  | 2008年2月28日建交               |
| 土耳其       | 2008年2月18日  | 2008年2月18日建交               |
| 英国         | 2008年2月18日  | 2008年2月18日建交               |
| 馬爾他騎士團 | 2009年10月26日 |                                 |

### 非洲地區
| 國家       | 承認日期                                    | 注釋               |
| ---------- | ------------------------------------------- | ------------------ |
|            | 2011年8月18日                               |                    |
| 布吉納法索 | 2008年4月24日                               | 2012年12月6日建交  |
|            | 2012年6月1日                                | 2018年5月27日建交  |
|            | 2009年5月19日                               |                    |
|            | 2011年9月20日                               | 2016年8月24日建交  |
|            | 2010年5月12日                               | 2013年3月22日建交  |
| 埃及       | 2013年6月27日                               |                    |
|            | 2010年4月12日                               |                    |
| 加彭       | 2011年9月15日                               | 2014年3月5日建交   |
|            | 2009年4月9日                                | 2016年9月23日建交  |
|            | 2012年1月26日-2019年11月7日，2025年4月16日  | 2012年10月4日建交  |
| 几内亚     | 2011年8月16日                               | 2020年2月20日建交  |
|            | 2011年1月10日-2017年11月21日，2018年1月30日 | 2018年6月19日建交  |
|            | 2025年3月26日                               |                    |
| 賴索托     | 2014年2月12日                               |                    |
| 利比里亚   | 2008年5月30日                               | 2018年5月27日建交  |
| 利比亞     | 2013年9月25日                               | 2014年5月14日建交  |
| 马拉维     | 2009年12月16日                              | 2016年7月20日建交  |
| 毛里塔尼亚 | 2010年1月13日                               | 2016年2月10日建交  |
| 尼日尔     | 2011年8月16日                               | 2013年1月25日建交  |
| 塞内加尔   | 2008年2月19日                               | 2014年2月15日建交  |
|            | 2008年6月13日-2020年3月2日，2025年4月11日   | 2015年11月24日建交 |
|            | 2010年5月19日                               | 2015年6月6日建交   |
| 苏丹       | 2025年4月12日                               |                    |
| 坦桑尼亚   | 2013年5月29日                               | 2014年4月2日建交   |

### 大洋洲地區
| 國家             | 承認日期       | 注釋               |
| ---------------- | -------------- | ------------------ |
|                  | 2008年2月19日  | 2008年5月21日建交  |
| 斐济             | 2012年11月22日 | 2013年2月13日建交  |
| 基里巴斯         | 2010年10月21日 |                    |
| 马绍尔群岛       | 2008年4月17日  | 2013年10月27日建交 |
| 密克羅尼西亞聯邦 | 2008年12月5日  | 2013年9月19日建交  |
| 新西兰           | 2009年11月9日  | 2009年11月11日建交 |
| 帛琉             | 2009年3月6日   | 2017年8月23日建交  |
| 萨摩亚           | 2008年9月15日  | 2017年3月10日建交  |
|                  | 2014年1月17日  | 2024年4月17日建交  |
|                  | 2010年11月19日 | 2019年3月23日建交  |
|                  | 2010年4月28日  | 2010年9月23日建交  |
| 纽埃             | 2015年6月23日  | 2015年6月23日建交  |
| 庫克群島         | 2015年5月18日  | 2015年5月18日建交  |

## 支持独立
- 除了同宗同源的鄰國阿爾巴尼亞立即承認科索沃獨立外，還有美國、英國、德國、澳洲、意大利、克羅地亞、博茨瓦納、不丹等國先后发表声明支持科索沃獨立，並將會承認其合法國家地位。

## 反對獨立
- 塞爾維亞拒絕承認及強烈反對科索沃獨立，認為科索沃是塞爾維亞的歷史文化起源地。俄羅斯更指科索沃未經聯合國授權下獨立，違反国际法規定，先例一開，會令車臣等地區仿效，爭相宣佈獨立，令「凍結了的衝突」再爆發。另外，多個國家表明不會承認科索沃，包括中華人民共和國、塞浦路斯、希臘、羅馬尼亞、西班牙、印度、印度尼西亞、乌克兰、越南、柬埔寨[13][14]、朝鲜 [15][16]等。

以上國家大部分均有分離主義或主權爭議領土，故不承認科索沃為國家，例如西班牙的加泰羅尼亞、直布罗陀；中华人民共和国的新疆、西藏、香港，以及中华人民共和国宣稱擁有繼承自中華民國的領土主權，但從未實際治理的台灣；俄羅斯的車臣，印度的克什米爾，塞浦路斯的北塞浦路斯，乌克兰的克里米亚、乌东地区；而塞浦路斯、希腊与土耳其间则存在領土爭議。

## 未表态承认独立
到目前为止，全世界仍有蒙古、缅甸、尼泊尔、土库曼、黎巴嫩、佛得角、塞舌尔、厄立特里亚、津巴布韦、毛里求斯、卢旺达、南苏丹、刚果共和国、赤道几内亚、喀麦隆、巴哈马、危地马拉、圣文森特和格林纳丁斯、特立尼达和多巴哥和巴勒斯坦等20个国家没有表态是否承認或不承認科索沃為国家。

## 已撤销的承认
自2017年起，塞尔维亚政府加强了对第三世界的外交活动，至今已有17个国家因此宣布撤回其当初对科索沃共和国的外交承认（其中有9国同时与科索沃断交，其他9国则未曾和科索沃建交）。2022年8月27日，塞爾維亞總統在新聞發布會上表示，撤回承認的國家數量增加7個，這些國家的名稱將在“時機成熟”時公佈。2023年1月4日，武契奇称已经有九个国家撤回承认科索沃，包括索马里、布基纳法索、加蓬、斯威士兰、利比亚、几内亚、安提瓜和巴布达、圣卢西亚和马尔代夫。但科索沃政府予以否认。
| 國家             | 承認日期       | 建交日期       | 撤销承认/断交日期 |
| ---------------- | -------------- | -------------- | ----------------- |
| 多米尼克         | 2012年12月11日 | 2012年12月12日 | 2018年11月2日     |
|                  | 2012年10月28日 |                | 2018年2月15日     |
| 中非             | 2011年7月22日  |                | 2019年7月27日     |
| 马达加斯加       | 2017年11月24日 |                | 2018年12月7日     |
|                  | 2012年8月9日   |                | 2012年8月21日     |
| 奈及利亞         | 2011年9月12日  |                | 2012年3月20日     |
| 多哥             | 2014年7月2日   | 2014年7月21日  | 2019年6月17日     |
| 乌干达           | 2012年2月17日  |                | 2012年3月20日     |
| 聖多美和普林西比 | 2012年3月17日  |                | 2013年1月15日     |
| 瑙鲁             | 2008年4月23日  | 2008年4月23日  | 2019年11月13日    |
|                  | 2012年10月28日 |                | 2018年7月5日      |
| 所罗门群岛       | 2014年8月13日  | 2015年4月28日  | 2018年11月28日    |

## 国际组织成员资格
联合国没有承认科索沃是一个独立的国家。根据联合国安全理事会第1244号决议和关于科索沃政治地位的正在进行的对话，科索沃共和国虽然与半数会员国有外交的关系，但不是联合国会员国。它是国际货币基金组织和世界银行以及国际奥委会的成员，曾申请加入联合国教科文组织，但在2015年以微弱优势被拒绝。
| 國際組織                  | 地位 |
| ------------------------- | --- |
| 國際奧委會（IOC）         | 科索沃奥委会于2014年12月9日，成为国际奥委会的第205号成员，并于2016年首次参加奥运会。科索沃奥委会成立于1992年，2014年10月22日至2014年12月9日间，科索沃是国际奥委会的临时成员。 |
| 國際道路與運輸聯盟（IRU） | 科索沃于2009年5月正式成为国际路联的第181位成员。 |
| 国际律师协会（IBA）       | 科索沃于2009年5月28日正式成为国际律师协会的成员。 |
| 国际足球联合会（FIFA）    | 在2016年4月，科索沃足球协会被选入欧洲足球联盟，而在2016年5月13日，在墨西哥城举行的第66届国际足联大会上，入选国际足联（只有23个协会成员投票反对科索沃的入会资格）。            |